# Robert Lucas (Schriftsteller)
Robert Lucas (eigentlich: Robert Ehrenzweig, weiteres Pseudonym: Neon; * 8. Mai 1904 in Wien, Österreich-Ungarn; † 19. Januar 1984 in London) war ein englisch-österreichischer Schriftsteller und Kabarettist.

## Leben
Robert Ehrenzweig, Sohn von Sigmund und Emma, geb. Robinsohn, studierte an der Technischen Hochschule und der Universität Wien Chemie und Physik und wurde 1927 zum Dr. phil. promoviert. Er arbeitete zunächst als Chemiker und war Mitarbeiter der sozialistischen Bildungszentrale. 1928 bis 1933 fungierte er gemeinsam mit Victor Grünbaum, Jura Soyfer, Karl Bittmann und Ludwig Wagner als Autor des politisch der österreichischen Sozialdemokratie nahestehenden Politischen Kabaretts. Ehrenzweigs Bruder „Ossi“, ein begabter Textilzeichner, war zusammen mit Arnold Meiselmann, Walter Harnisch und Edi Gold an der Herstellung der Kulissen für das Kabarett beteiligt. Ehrenzweig war darüber hinaus von 1932 bis 1933 Herausgeber der Zeitschrift Die politische Bühne und arbeitete als Literatur-, Film- und Radiokritiker der Zeitung Das kleine Blatt. Außerdem war er Autor der Arbeiter-Zeitung und anderer Publikationen des der Sozialdemokratie nahestehenden Vorwärts-Verlags. Ehrenzweig unterzeichnete seine Artikel selten mit seinem vollständigen Namen, sondern mit Kürzeln wie r.e., Rob. E., der Sonderberichterstatter R.E. und Neon.
1929 wurde er Mitglied der SDAP. 1933 war er Mitglied der im Jahre 1934 zwangsaufgelösten Vereinigung sozialistischer Schriftsteller.
1930 verfasste er die Revue „Hirnschal macht Weltgeschichte“, die die Putschpläne der Österreichischen Heimwehr ironisierte. Diese Hirnschal-Figur wurde von ihm später im Londoner Exil zu jener des Gefreiten Hirnschal für die Sendungen des Londoner Rundfunks weiterentwickelt.
Anfang April 1934 emigrierte er nach England. Einigen Quellen zufolge floh er, aber er selbst hat später diesen Schritt als Protest gegen das autoritäre Regime von Dollfuss bezeichnet. Doch gleichgültig, ob vor Enttäuschung oder Furcht: Ehrenzweig verließ Wien und Österreich, um nie wieder dauerhaft hierher zurückzukehren. Nur noch zwei Mal kam er kurz nach Wien zurück: Ende Januar 1935 wegen der Beerdigung seines Vaters und im Juli desselben Jahres, um seine Gattin die Künstlerin Ida Klamka zu heiraten.
In England war er zunächst Korrespondent der Wiener Neuen Freien Presse. Nach deren Übernahme durch die Nationalsozialisten 1938 wurde er Mitarbeiter des German Service der BBC, zuerst als Übersetzer und später als „Chief scriptwriter“.
Ende 1942 kam sein erster Sohn John Martin zur Welt. Ende 1946, nach zehn Jahren in England, wurde er mit seiner Familie eingebürgert. Im Folgejahr beantragte er auch eine Namensänderung und ab dem 30. Mai 1947 hießen er und alle Familienangehörigen nunmehr offiziell Lucas, so wie sein schon bekanntes Pseudonym lautete. Im selben Jahr bekam die mittlerweile in Surrey wohnhafte Familie ihren zweiten Sohn Charles David.
Für die BBC wirkte er bis 1967, daneben aber auch für andere Rundfunkanstalten, für die er Features und Hörspiele verfasste. 1959–1974 war er auch für Die Zeit tätig. Außerdem ist er Autor einer Biographie über Frieda von Richthofen, die Frau des britischen Romanciers D. H. Lawrence. In Anerkennung seiner wichtigen Rolle in der Radiogeschichte im und nach dem Zweiten Weltkrieg erhielt Lucas 1966 den Order of the Britisch Empire.
1984 starb Robert Lucas Ehrenzweig. Ein kurzer Nachruf auf ihn erschien am 26. Januar in der Londoner Tageszeitung The Times. Sein Nachlass befindet sich bei seinem jüngeren Sohn Charles David Lucas in London.

## Rundfunk-Satiren
Von 1940 bis zum Kriegsende verfasste Lucas für den deutschsprachigen Londoner Rundfunk der BBC einhundert Radio-Satiren, sogenannte „Hirnschal-Briefe“ eines nun zum Kriegsdienst eingezogenen Gefreiten Hirnschal an seine Frau Amalia: „Teure Amalia, vielgeliebtes Weib“. Diese unterhaltsamen Beiträge hatten nach britischen Schätzungen im letzten Kriegsjahr etwa 10 Millionen regelmäßige Zuhörer.
Hirnschal war eine Kunstfigur, die Lucas nach dem Vorbild von Jaroslav Hašeks Schwejk bereits 1930 für das politische Kabarett entwickelt hatte. Hirnschal wurde wie Schwejk als ein scheinbar einfältiger, in Wirklichkeit aber lebenskluger und listiger Mann geschildert, der die Verlogenheit und Absurdität der NS-Propaganda entlarvte, indem er sie beim Wort nahm und mit der Wirklichkeit konfrontierte.
So konnten die Zuhörer des Londoner Rundfunks zum Beispiel am 29. November 1943 aus dem Äther vernehmen, was der Gefreite Hirnschal seinem Kameraden Emil Jaschke auf dessen Vermutung, Hitler sei verrückt, entgegnete: „Nein, Emil, unser geliebter Führer ist nicht verrückt – er weiß genau, was er will: unser geliebter Führer bleiben, solange es nur geht, und es spielt für ihn überhaupt keine Rolle, wenn eine deutsche Stadt nach der anderen in einen Trümmerhaufen verwandelt wird, wenn Hunderttausende Geschäfte zugrunde gehen, wenn die Fabriken zerstört werden, wenn die Familien zerrissen werden, wenn die Frauen und Kinder verkommen. Für ihn spielt nur eines eine Rolle: daß er weiter der Führer bleibt, selbst wenn der Krieg weitergeht, bis in Deutschland kein Stein mehr auf dem anderen liegt und bis wir ein Volk von verhungerten, verseuchten, verluderten Bettlern sind – bis fünf Minuten nach zwölf.“
Am 21. Juli 1944 wird im Londoner Rundfunk ein „Brief Hirnschals an seine Frau Amalia“ nach dem missglückten Hitler-Attentat vom 20. Juli 1944 verlesen: „Du kannst Dir die Aufregung nicht vorstellen, die wo es jetzt bei uns gibt wegen dem Anschlag auf unseren geliebten Führer, und der Hans-Joachim Blitz meint, man sollte es nicht glauben, wie plötzlich uns so ein Schicksalsschlag treffen kann, und wenn der Attentäter seine Aktenmappe nur einen Schritt weiter rechts oder einen Schritt weiter links niedergestellt hätte, dann hätten wir vielleicht heute schon den schönsten Frieden, aber zum Glück hat die Vorsehung diese Katastrophe verhindert.“
Der Sprecher dieser Beiträge war der emigrierte Wiener Schauspieler Fritz Schrecker.

## Auszeichnungen
- Member of the Order of the British Empire (1966)
- Goldene Medaille für Verdienste um die Republik Österreich (1982)

## Werke
- Adolf Hirnschal, Gefreiter in Russland. 1943
- Teure Amalia Vielgeliebtes Weib! Die Briefe des Gefreiten Adolf Hirnschal an seine Frau in Zwieselsdorf Europa Verlag Zürich 1946
- Die Briefe des Gefreiten Hirnschal. BBC-Radio-Satiren 1940–1945. Herausgegeben und mit einem Nachwort versehen von Uwe Naumann. Fischer-Taschenbuch-Verlag, Frankfurt/M. 1984, ISBN 978-3-596-25177-3.
Neuausgabe:
Die BBC gegen Hitler. Die Briefe des Gefreiten Adolf Hirnschal an seine Frau in Zwieselsdorf. Europa-Verlag, Zürich 2007, ISBN 978-3-905811-03-2.